# ライブスチーム&アウトドア・レールローディング
ライブスチーム&アウトドア・レールローディング（"Live Steam and Outdoor Railroading"）誌は1966年創刊のライブスチームと庭園鉄道と一部の実物の蒸気機関に関するアメリカ合衆国の隔月刊雑誌である。元々は謄写版によるニュースレターの形式だったが、まもなく雑誌の様式に拡大された。2005年にはLive Steam & Outdoor Railroadingに改名した。現在ではフルカラーで隔月刊で発行されている。発行部数は10000部以上である。(2004年12月時点)